# Трансмиссия автомобиля

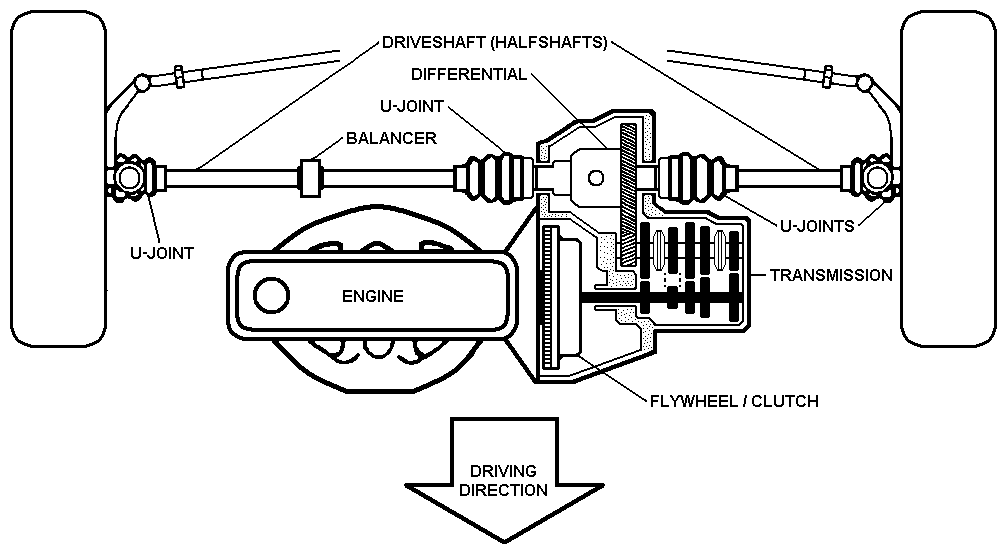
Типичная трансмиссия легкового автомобиля

Трансмиссия автомобиля — совокупность агрегатов и механизмов автомобиля, передающих крутящий момент двигателя ведущим колёсам и изменяющих крутящий момент и обороты по величине и направлению.

## Классификация

### по способу передачи энергии
Механическая трансмиссия
Трансмиссия автомобиля, состоящая только из механических передач.
Гидромеханическая трансмиссия
Трансмиссия автомобиля, состоящая из механических и гидравлических передач.
Гидрообъёмная трансмиссия
Трансмиссия автомобиля, в которой передача крутящего момента и изменение частоты вращения осуществляется посредством гидрообъёмных преобразователей.
Электромеханическая трансмиссия
Трансмиссия автомобиля, состоящая из механических и электрических передач.

### по способу измененияпередаточного отношения
Ступенчатая трансмиссия
Трансмиссия автомобиля с фиксированным ступенчатым изменением передаточного отношения.
Бесступенчатая трансмиссия
Трансмиссия автомобиля с бесступенчатым изменением передаточного отношения.
Автоматическая трансмиссия
Трансмиссия автомобиля с автоматическим изменением передаточного отношения.

## Элементы трансмиссии автомобиля
Сцепление
Передаёт крутящий момент от двигателя далее по трансмиссии и позволяет кратковременно отсоединить двигатель от всех остальных элементов трансмиссии и вновь их плавно соединить (сцепить). В механических трансмиссиях сцеплением является механическая муфта той или иной конструкции (в каноническом случае — управляемая фрикционная муфта). В гидромеханических трансмиссиях сцепления как такового может не быть, а его функцию выполняет гидродинамическая передача, которая в свою очередь вместе с коробкой передач образует так называемую «гидромеханическую коробку передач».
Коробка передач
Преобразует крутящий момент по величине и направлению в некотором диапазоне. Состоит из собранных в общем картере зубчатых и/или планетарных и/или фрикционных передач, а также различных устройств, обеспечивающих работу коробки передач на том или иной передаточном отношении. Может быть ступенчатой и бесступенчатой.  Может быть механической, полуавтоматической, автоматической.
Раздаточная коробка
Элемент трансмиссии автомобилей повышенной проходимости, обеспечивающий возможность разнорежимного распределения крутящего момента между ведущими осями. Состоит из управляемых водителем двухступенчатого демультипликатора и узла, отвечающего за раздачу крутящего момента по осям, конструкция и принцип действия которого определяют тип полного привода (подключаемый, постоянный, по требованию, многорежимный).
Главная передача
Окончательно преобразует крутящий момент по некой фиксированной величине перед подачей его на ведущие колёса. Конструктивно выполнена на основе зубчатой передачи того или иного типа. В абсолютно подавляющем большинстве случаев расположена по оси ведущих колёс и собрана с межколёсным дифференциалом в единый сборочный узел, независимо от того, находится ли главная передача общем картере с коробкой передач или в отдельном картере.
Дифференциал
Распределяет подводимый к нему крутящий момент между двумя выходными валами и позволяет этим валам вращаться с неодинаковыми скоростями. Конструктивно выполнен на основе планетарной передачи той или иной формы. Применяется для распределения крутящего момента между ведущими колёсами (межколёсный дифференциал) и между ведущими осями в системах постоянного полного привода (межосевой дифференциал).
Валы
Передают крутящий момент внутри трансмиссии между её основными агрегатами и узлами. Для случаев, когда оси двух соединяемых агрегатов не совпадают или подвижны в пространстве, валы могут оснащаться упругими резинометаллическими шарнирами, карданными шарнирами или шарнирами равных угловых скоростей.
Прочие необязательные элементы
Коробка отбора мощности, коробка ходовых режимов, демультипликаторы, муфты различной конструкции (фрикционная муфта, обгонная муфта, гидромуфта, вискомуфта), цепная передача.